# Parque forestal A Tomba
El parque forestal A Tomba es un parque forestal periurbano localizado en el monte Tomba, al norte de la ciudad española de Pontevedra, en el municipio capitalino pontevedrés.

## Localización
El parque forestal está situado al norte de la ciudad de Pontevedra, en uno de los anillos verdes de la capital. Se localiza en la parroquia pontevedresa de Campañó. El parque está situado a apenas 4 kilómetros del centro urbano.

## Descripción
El parque forestal A Tomba tiene altitudes comprendidas entre los 156 y los 257 metros y una superficie de 82 hectáreas. Cuenta con 17 kilómetros de sendas, de las cuales 1,1 kilómetros pueden recorrerse en coche y los 15,9 restantes a pie. En la zona hay numerosas captaciones de agua.
El parque dispone de 2 miradores. Uno de ellos es el Mirador do Torreiro, accesible para personas con movilidad reducida. Cuenta con acceso rodado y aparcamiento. El otro, el Mirador del Chozo del Pinar del Rey, está situado en la parte más alta del parque en el espacio que alberga una atalaya de vigilancia de más de diez siglos de historia. Se asciende a este mirador por una pista forestal y una senda vallada hasta la cima, situada a unos 270 metros de altitud. Desde el mismo se divisa el curso del río Lérez, el monte de A Fracha e incluso los sistemas montañosos de O Galiñeiro y la Sierra de la Canda.
En el límite entre los municipios de Pontevedra y Poyo se encuentran al menos seis petroglifos. Tres de estos grabados rupestres fueron catalogados por la Junta de Galicia en 2018.
Entre 2020 y 2021 se plantaron en el parque ejemplares de árboles autóctonos, incluyendo 9.000 castaños, 5.000 robles y 4.500 olivos. Los olivos, de las variedades arbequina y picual, ocupan alrededor de 3,5 hectáreas del parque. También se plantaron alcornoques y arbustos como acebos. De las especies autóctonas, 22 hectáreas corresponden a soto, 20 hectáreas a frondosas (castaños y robles), 3,5 hectáreas a olivos y 15 hectáreas a bosque mixto. Entre la flora del parque se encuentran asimismo madroños, majuelos o espinos blancos, laureles, alcornoques y melojos o robles marojos.
En cuanto a la fauna, el parque forestal A Tomba cuenta con especies como jabalíes, corzos, águilas ratoneras, urracas, ranas verdes o lagartos ocelados.

## Acceso
El modo más directo de acceder al parque forestal A Tomba desde la ciudad de Pontevedra en coche es desde la rotonda de Cabaleiro en Campañó tomando el desvío de la VG-4.8 o desde el Polígono de O Vao. También se puede llegar al parque a pie a través de un sendero desde el parque de la Xunqueira de Alba, que salva la AP-9 por un paso inferior y la carretera PO-531 por un paso elevado.